# Leiostomus
Leiostomus is een monotypisch geslacht van straalvinnige vissen uit de familie van de ombervissen (Sciaenidae), orde baarsachtigen (Perciformes).

## Soort
- Leiostomus xanthurus Lacépède, 1802 – Puntombervis